# Le reste est silence
Le reste est silence est un roman d'Edmond Jaloux publié en 1909 aux éditions Stock et ayant reçu la même année le prix Femina.

## Accueil critique
Le Journal littéraire de Paul Léautaud fait mention du roman au 5 novembre 1909 : « Ce soir, à 4 heures, au Mercure, visite de Descaves […]. Je lui ai demandé des nouvelles du prochain lauréat [du Prix Goncourt]. “Jaloux, m’a-t-il répondu. Son livre est très bien, sans la moindre originalité. C’est Madame Bovary racontée par un enfant” ».

## Éditions
- Le reste est silence, éditions Stock, 1909.
- Le reste est silence, no 7 de la collection Classiques français du XXe siècle, Éditions du Cheval Ailé, Constant Bourquin éditeur, Genève, 1947.